# Безпальчівська сільська рада
Безпа́льчівська сільська́ ра́да — адміністративно-територіальна одиниця та орган місцевого самоврядування у Драбівському районі Черкаської області. Адміністративний центр — село Безпальче.

## Загальні відомості
- Населення ради: 796 осіб (станом на 2001 рік)

## Населені пункти
Сільській раді були підпорядковані населені пункти:
- с. Безпальче

## Склад ради
Рада складалася з 12 депутатів та голови.
- Голова ради: Марунич Лариса Василівна
- Секретар ради: Онищенко Людмила Іванівна

### Керівний склад попередніх скликань
| Прізвище, ім'я, по батькові | Основні відомості                                                          | Дата обрання | Дата звільнення |
| --------------------------- | -------------------------------------------------------------------------- | ------------ | --------------- |
| Сморщок Григорій Федорович  | Сільський голова, 1948 року народження, член Соціалістичної партії України | 26.03.2006   | 31.10.2010      |
| Марунич Лариса Василівна    | Сільський голова, 1970 року народження, освіта вища, член Партії регіонів  | 31.10.2010   |                 |

Примітка: таблиця складена за даними сайту Верховної Ради України

### Депутати
За результатами місцевих виборів 2010 року депутатами ради стали:

#### За суб'єктами висування
| Суб'єкт висування                                       | Кількість обраних депутатів | %    |
| ------------------------------------------------------- | --------------------------- | ---- |
| Партія регіонів                                         | 4                           | 33,3 |
| Політична партія Всеукраїнське об'єднання «Батьківщина» | 3                           | 25   |
| Самовисування                                           | 3                           | 25   |
| Народна партія                                          | 2                           | 16,7 |

#### За округами
| № округу                                                | Прізвище, ім'я, по батькові  | Дата визнання обраним | Освіта             | Партійна приналежність                        | Відомості про обраного депутата                                    |
| ------------------------------------------------------- | ---------------------------- | --------------------- | ------------------ | --------------------------------------------- | ------------------------------------------------------------------ |
| Народна Партія                                          |                              |                       |                    |                                               |                                                                    |
| 3                                                       | Омелюх Володимир Васильович  | 01.11.2010            | вища               | член Народної партії                          | Безпальчівська загальноосвітня школа, вчитель                      |
| 11                                                      | Городинець Сергій Григорович | 01.11.2010            | середня            | член Народної партії                          | тимчасово не працює                                                |
| Партія регіонів                                         |                              |                       |                    |                                               |                                                                    |
| 1                                                       | Новодран Сергій Михайлович   | 01.11.2010            | середня            | позапартійний                                 | Безпальчівська загальноосвітня школа, кочегар                      |
| 4                                                       | Бугай Наталія Іванівна       | 01.11.2010            | середня спеціальна | позапартійна                                  | Безпальчівський фельдшерсько-акушерський пункт, акушерка           |
| 6                                                       | Марунич Анатолій Вікторович  | 01.11.2010            | середня            | позапартійний                                 | Сільський клуб, завідувач                                          |
| 10                                                      | Онищенко Людмила Іванівна    | 01.11.2010            | вища               | позапартійна                                  | Безпальчівська сільська рада, секретар                             |
| Політична партія Всеукраїнське об'єднання «Батьківщина» |                              |                       |                    |                                               |                                                                    |
| 2                                                       | Галуза Наталія Василівна     | 01.11.2010            | середня            | член Всеукраїнського об'єднання «Батьківщина» | ПП Мент Л. Н., продавець                                           |
| 8                                                       | Гайдамака Неля Василівна     | 01.11.2010            | середня            | член Всеукраїнського об'єднання «Батьківщина» | тимчасово не працює                                                |
| 12                                                      | Люта Світлана Василівна      | 01.11.2010            | вища               | позапартійна                                  | Безпальчівська загальноосвітня школа, вчитель                      |
| Самовисування                                           |                              |                       |                    |                                               |                                                                    |
| 5                                                       | Гайдай Галина Миколаївна     | 01.11.2010            | середня спеціальна | позапартійна                                  | Богданська сільська рада Золотоніського району, головний бухгалтер |
| 7                                                       | Головаш Іван Іванович        | 01.11.2010            | середня            | позапартійний                                 | ПП «Еліт — Транс», водій                                           |
| 9                                                       | Тарасевич Люблв Василівна    | 01.11.2010            | середня спеціальна | позапартійна                                  | тимчасово не працює                                                |